# قره‌سو (شهرستان ات‌باشی)
قره‌سو (به لاتین: Kara-Suu) یک روستا در قرقیزستان است که در شهرستان ات‌باشی واقع شده‌است. قره‌سو ۵٬۵۲۳ نفر جمعیت دارد و ۲٬۱۱۸ متر بالاتر از سطح دریا واقع شده‌است.